# Felicia (Vorname)
Felicia ist ein weiblicher Vorname.

## Herkunft und Bedeutung
Beim Namen Felicia handelt es sich um die weibliche Variante von Felicius, einer lateinischen Ableitung von Felix.

## Verbreitung
In Schweden zählt Felicia zu den beliebtesten Mädchennamen, obwohl seine Popularität in den vergangenen Jahren sank. Belegte er im Jahr 1998 mit Rang 8 noch eine Platzierung in der Top-10 der Vornamenscharts, verließ er die Top-100 im Jahr 2021.
In den USA zählte der Name von 1964 bis 1994 zur Top-200 der Vornamenscharts. Lediglich in den Jahren 1986 und 1987 erreichte er die Hitliste der 100 beliebtesten Mädchennamen. In den 1990er und 2000er Jahren sank die Popularität stark, sodass er seit 2006 nicht mehr zu den 1000 meistgewählten Mädchennamen zählt.
Auch in Rumänien und Italien ist der Name weit verbreitet.
In Deutschland wird der Name eher selten vergeben. Im Jahr 2021 belegte er in den Vornamenscharts Rang 255.

## Varianten
- Deutsch: Felicie, Felice, Felizia
- Englisch: Felisha, Felecia, Felice
  - Diminutiv: Lecia, Lisha
- Französisch: Félicie
- Polnisch: Felicja
- Portugiesisch: Felícia
- Spanisch: Felisa
- Ungarisch: Felícia Die männliche Variante des Namens lautet Felicius.

## Namensträgerinnen

### Felicia / Félicia / Felícia
- Felicia von Roucy († 1123), Königin von Aragón und Navarra

- Félicia Ballanger (* 1971), französische Bahnradsportlerin
- Felicia Barton (* 1982), amerikanische Songschreiberin und Sängerin
- Felicia Binger (* 1993), deutsche Schauspielerin
- Felicia Brembeck (* 1994), deutsche Poetry-Slammerin, Autorin und Sängerin
- Felícia Carvalho (* 1983/84), osttimoresische Politikerin
- Felicia Danielsson (* 1993), schwedische Schauspielerin und Drehbuchautorin
- Felicia Day (* 1979), US-amerikanische Schauspielerin, Drehbuchautorin und Produzentin
- Felicia Lynn Dobson (* 1985), kanadische Sängerin
- Felicia Donceanu (1931–2022), rumänische Komponistin
- Felicia Farr (* 1932), US-amerikanische Filmschauspielerin
- Felicia Fox (* 1974), ehemalige US-amerikanische Pornodarstellerin
- Felicia Hemans (1793–1835), britische Dichterin
- Felicia Jitianu (* 1954), rumänische Ruderin
- Felicia Kartal (* 2000), schwedische Schauspielerin
- Felicia Kentridge (1930–2015), südafrikanisch-britische Rechtsanwältin
- Felicia Lu Kürbiß (* 1995), österreichische Sängerin und YouTuberin
- Felicia Laberer (* 2001), deutsche Kanutin
- Felicia-Amalia Langer (1930–2018), deutsch-israelische Rechtsanwältin, Menschenrechtsaktivistin und Autorin
- Felícia Leirner (1904–1996), brasilianische Bildhauerin
- Felicia Lindqvist (* 1995), schwedische Biathletin
- Felicia Montealegre (1922–1978), chilenische Bühnen- und Fernsehschauspielerin
- Felicia Notbom (* 1981), deutsche Fußballspielerin
- Felicia Pearson (* 1980), US-amerikanische Schauspielerin und Autorin
- Felicia Skene (1821–1899), schottische Autorin, Philanthropin und Gefängnisreformerin
- Felicia Stancil (* 1995), US-amerikanische Radrennfahrerin
- Felicia Sternfeld (* 1970), deutsche Kunsthistorikerin und Museumsdirektorin
- Felicia Sträßer (* 2007), deutsche Fußballspielerin
- Felicia Taylor (* 1951), Gospel-Sängerin
- Felicia Țilea-Moldovan (1967–2025), rumänische Leichtathletin
- Felicia Truedsson (* 2000), schwedische Schauspielerin
- Felicia Weathers (* 1937), US-amerikanische Opernsängerin
- Felicia Wiedermann (* 2002), deutsche Hockeyspielerin
- Felicia Zeller (* 1970), deutsche Schriftstellerin und Dramatikerin

### Felicie / Félicie
- Félicie Affolter (1926–2024), Schweizer Psychologin, Psychotherapeutin, Logopädin und Gehörlosenlehrerin
- Félicie d’Ayzac (1801–1881), französische Lehrerin, Kunsthistorikerin und Dichterin
- Félicie de Fauveau (1801–1886), französische Bildhauerin
- Felicie Hüni-Mihacsek (1891–1976), ungarische Opern- und Konzertsängerin, Stimmlage Sopran
- Felicie Rotter (1916–1982), österreichische Schriftstellerin